# Catathelasma evanescens
Catathelasma evanescens là một loài nấm trong họ Tricholomataceae, là loài điển hình của chi Catathelasma. Loài được mô tả ban đầu Ruth Ellen Harrison Lovejoy năm 1910. Nó được tìm thấy ở North America.